# León Mokuna
Léon Mokuna (Lépoldville, 1928. november 1. – 2020. január 28.) kongói labdarúgó, csatár, edző.

## Pályafutása

### Klubcsapatban
1954-ben az AS Vita Club labdarúgója volt. 1954 és 1957 között a portugál Sporting játékosa volt, majd egy rövid időre visszatért korábbi klubjához. 1957 és 1966 között Belgiumban játszott. 1957 és 1961 között a La Gantoise, 1961 és 1966 között a Waregem labdarúgója volt. 1967–68-ban a TP Mazembe játékos-edzőjeként vonult vissza az aktív labdarúgástól.

### A válogatottban
1959-ben két alkalommal szerepelt a belga B-válogatottban és egy gólt szerzett.

### Edzőként
1967–68-ban a TP Mazembe játékos-edzőjeként kezdte edzői működését. 1968 és 1970 között Csanádi Ferencet követve a kongói válogatott (Kinshasa) szövetségi kapitánya volt.